# Данте Габрієль Россетті
Да́нте Габріє́ль Россе́тті (12 травня 1828 — 9 квітня 1882) — англійський поет, художник, перекладач італійського походження, один з засновників «Братства Прерафаелітів» (1848—1853).

## Родина Россетті
Народився 12 травня 1828 в великій родині, де всі займалися літературою.
Його батько, Габрієль Россетті, емігрував з Італії до Великої Британії, викладав італійську мову в Королівському коледжі в Лондоні, а в вільний час займався написанням коментарів до творів Данте.
Старша сестра, Марія Франческа, написала книгу «Тінь Данте».
Був братом поетеси Крістіни Россетті і критика Вільяма М. Россетті.
Родина і друзі називали його Габрієлем, проте в публікаціях Россетті на перше місце поміщав своє друге ім'я — Данте — через літературні асоціації.
У дуже ранньому віці він цікавиться літературою. Подібно до всіх його рідних братів, він прагнув бути поетом, але також і живописцем, проявивши великий інтерес до Середньовічного італійського живопису, повагу і захоплення яким проніс через усе життя.

## Гант і Россетті
До кінця своїх днів Данте Габрієль Россетті залишався до певної міри дилетантом в області живопису. Освоїти техніку писання олією йому допоміг художник, член Братства Прерафаелітів, Гант.
Холмен Гант і Россетті познайомились на виставці картини Ганта The Eve of St. Agnes, яка була ілюстрацією поеми тоді маловідомого англійського поета-романтика Джона Кітса. Россетті у своїх поемі «The Blessed Damozel» й сам наслідував Кітса, тому припускав, що їхні з Гантом мистецькі і літературні ідеали збігаються.
Разом Гант і Россетті розвинули ідею нового руху в англійському образотворчому мистецтві — прерафаелітизму,- і були (разом з Міллесом) засновниками «Братства Прерафаелітів» (1848—1853).
Крім того, Россетті спадає на думку видавати журнал «Росток», в якому прерафаеліти змогли б опублікувати свої погляди на мистецтво і літературу.
Россетті публікує переклади Данте та інших середньовічних італійських поетів, при цьому прагнучи в своїх творах використовувати стилістичні риси ранньоіталійської поезії.

## Рання творчість
Ранній період творчості характеризується точністю і визначеністю манери; перші його картини більше, ніж інші роботи прерафаелітів, нагадують живопис італійського кватроченто, яким молоді художники Братства так захоплювались. На картині «Юність Непорочної Марії» Богородиця зображена виснаженою, пригніченою дівчинкою-підлітком.
Цю першу свою роботу, підписану «P.R.B.» (Pre-Raphaelite Brotherhood: за маніфестом прерафаелітів, так мали бути підписані їхні картини, а зміст абревіатури повинен був залишатися в таємниці) Россетті показав на Вільній виставці в лондонській галереї Гайд Парк Конер і навіть отримав декілька позитивних відгуків.
Інша його картина — незавершена «Знайдена» — присвячена сучасній йому проблемі: Россетті збирався змалювати дівчину легкої поведінки, яку піднімає з дороги сільський скотопромисловець і впізнає в ній свою колишню кохану.

## Подорож до Європи
Восени 1849 року Россетті разом з Хантом поїхав до Франції, де відкриває для себе роботи Джорджоне, Леонардо да Вінчі, Тіціана, і до Бельгії, де знайомиться з творами Ван Дейка і Мемлінга.
Після повернення в Лондон Россетті знайомиться з Ліззі Сиддаль, котра спочатку стає його моделлю, а згодом — дружиною.
Незважаючи на підтримку і заступництво критика Джона Рескіна, негативні відгуки і критика картин змусили Россетті відмовитися від публічних виставок; художник звертається до акварельної техніки, тому що такі картини могли продаватися приватно.
Натхненням художника в 1850-ті роки стали сюжети «Нового життя» Данте і «Смерть короля Артура» сіра Томаса Мелорі. Ці теми також цікавили і тогочасних друзів Россетті — В. Морріса та Е. Берн-Джонса.

## Ліззі
У травні 1861 дружина Ліззі народжує мертву дитину, а 10 лютого наступного року через передозування ліків помирає сама.
У 1864 пише «Беату Беатрикс» — посмертний портрет коханої, чиє зображення він ідеалізує подібно до того, як Данте — свою Беатриче. Россетті також пише ряд полотен, на яких зображує замислені жіночої фігури, зазвичай в тяжкому, болісному спогляданні чи роздумі. Свої невидані поезії тих років він кладе в могилу дружини.
У 1864 він їде до Парижу, де на ретроспективній виставці робіт Делакруа знайомиться з Мане. Вже тоді Россетті має серйозні проблеми з зором.

## Пізня творчість
У цей період художник відходить від колишнього, за словами критика Рескіна — «нестерпного» реалізму Россетті-прерафаеліта, звертаючись в своїх і живописних, і поетичних творах до міфологічних тем і стилізації. Це не могло не вплинути вагомо на розвиток Європейського Символізму. У своїх роботах Россетті зображує жінок до одержимості стилізовано: його нову коханку Фанні Корнфорт змальовує чи не конспектом фізичного еротизму, в той час як Джейн Верден, жінка прерафаеліта Морріса, постає ефірною богинею.

## Останні роки
У червні 1872 року, після того, як ним знехтувала щиро кохана ним Джейн Верден, в стані суворої депресії, майстер спробує накласти на себе руки, але буде вчасно врятований. Але з того дня він важко хворіє, стан його ускладнює як наркотична залежність, так і жорстока критика його поезій, що він їх за порадою друзів, вийняв з могили Елізабет.
Останні роки жив затворником. У грудні 1881 переносить інсульт.
Помер 9 квітня 1882 в Брінчігтон-на-морі в Кенті.

## Галерея

### Картини

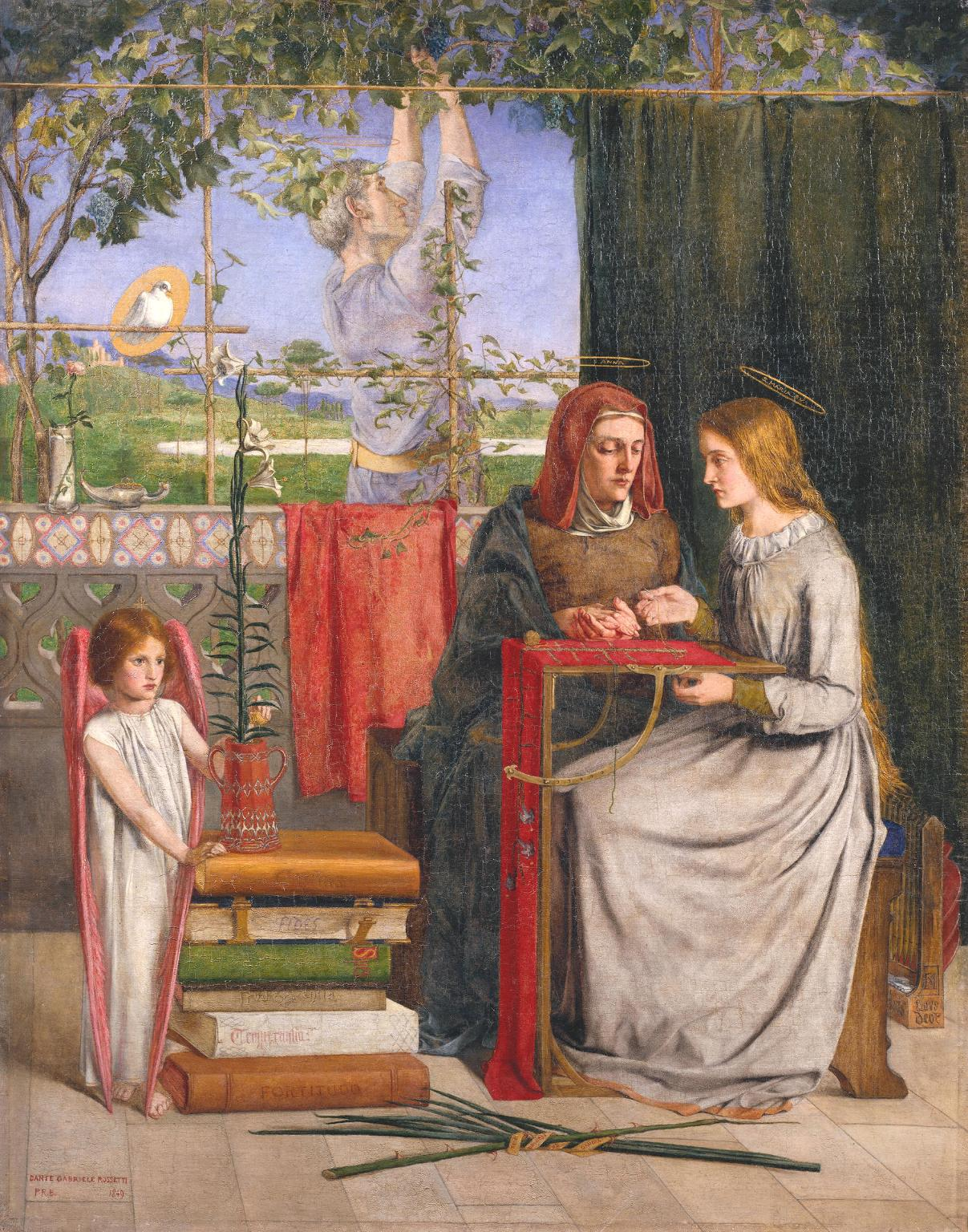
Юність Діви Марії
Автопортрет, 1847
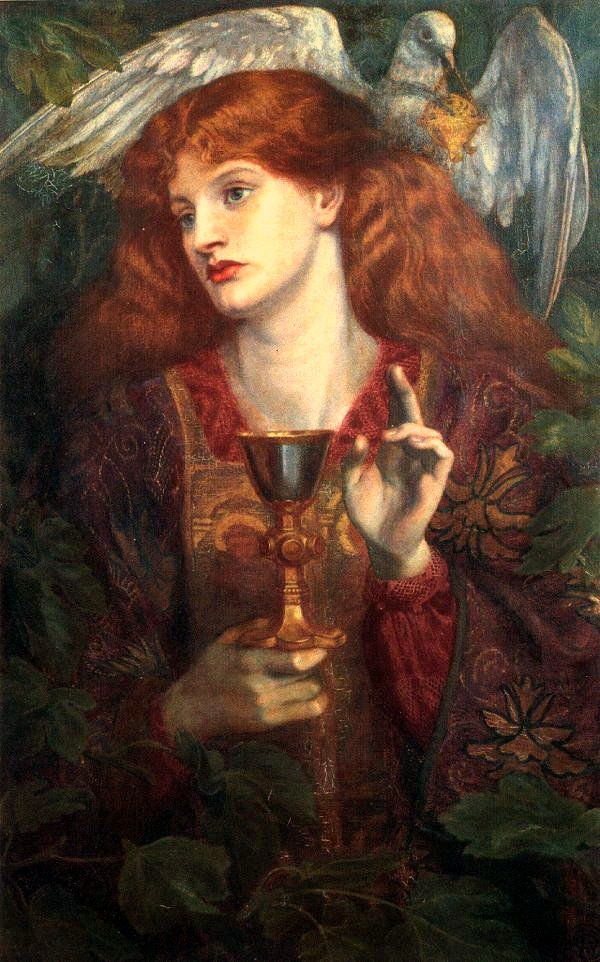
Діва Святого Граалю
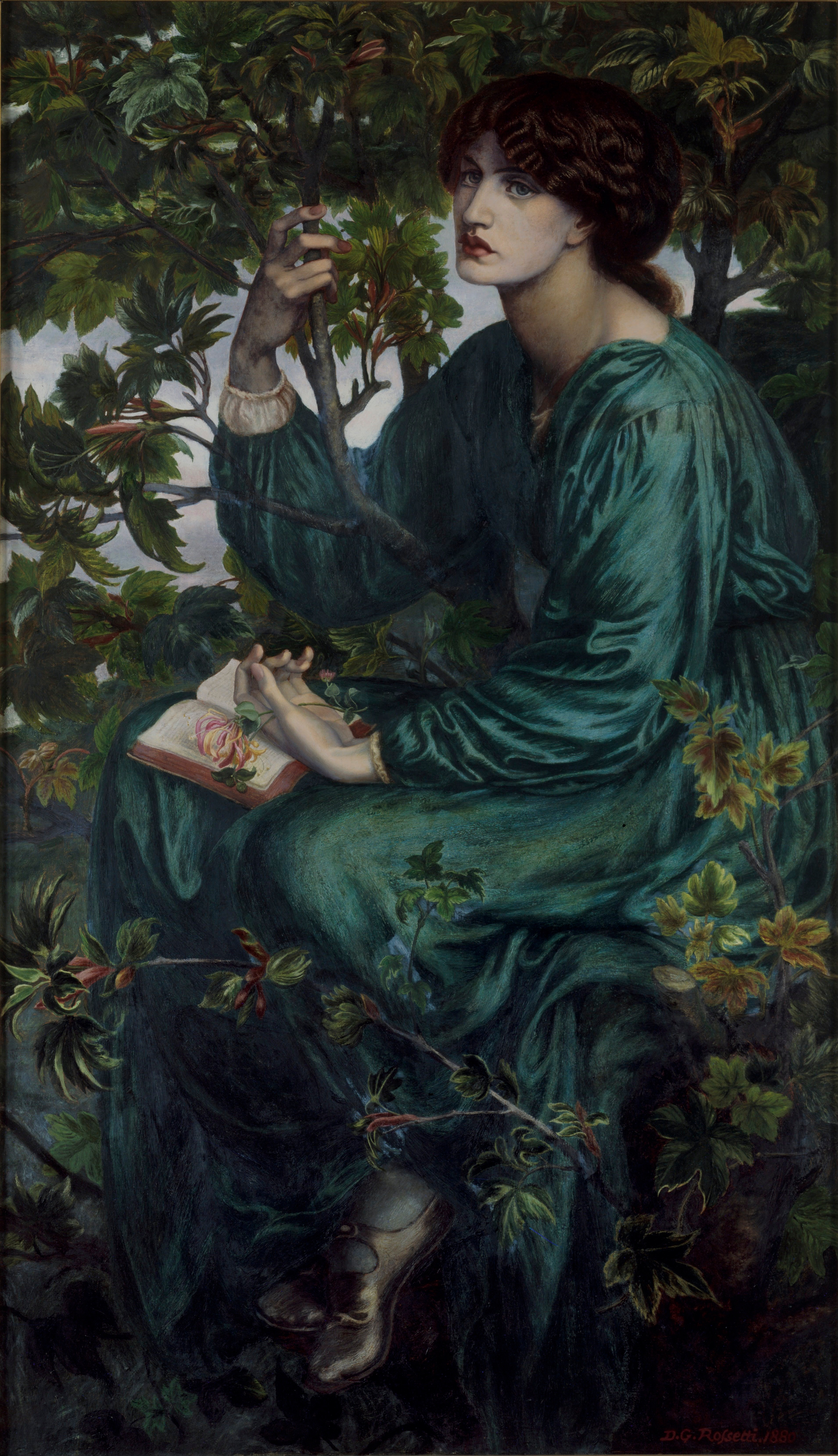
Мрія дня
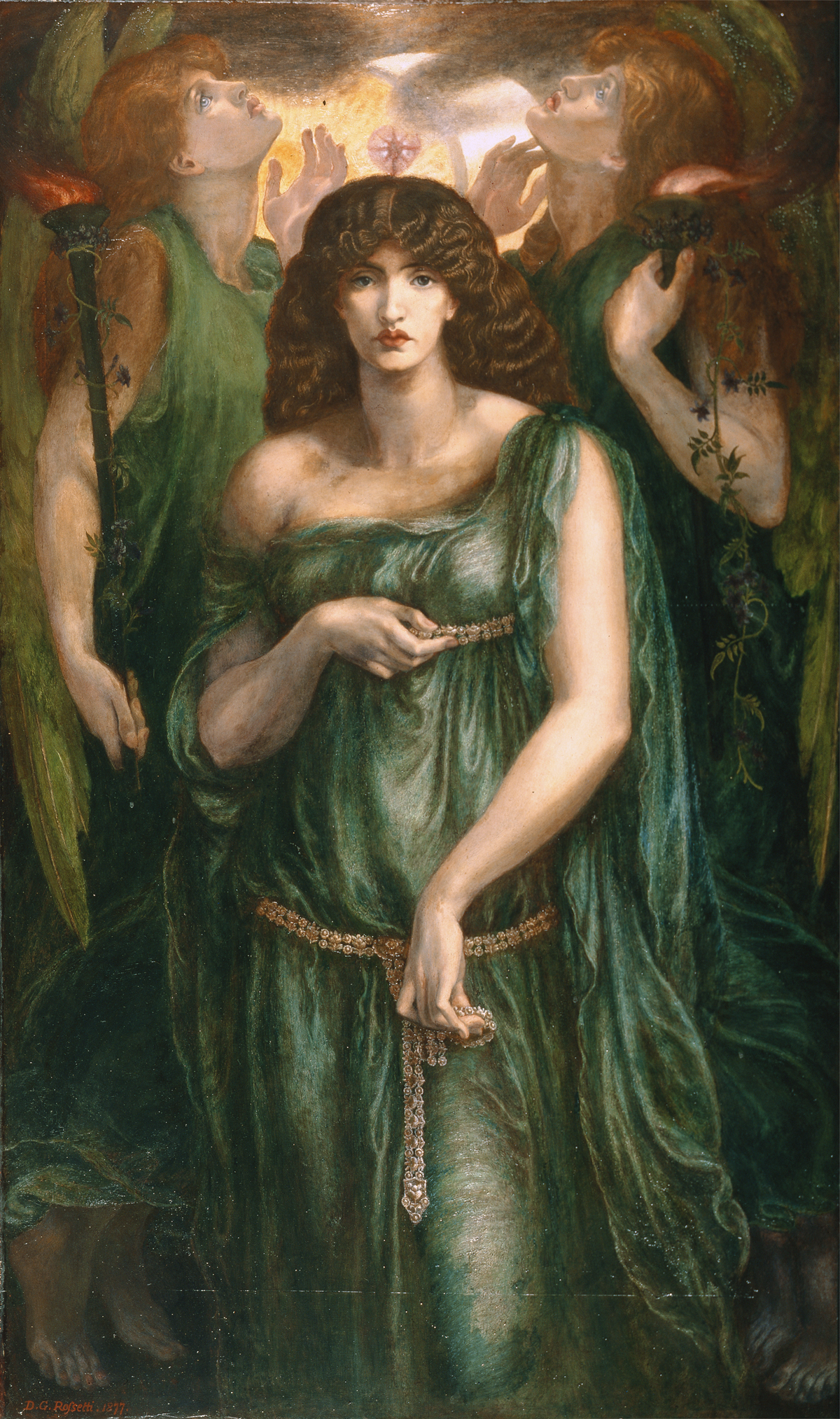
Астарта Сирійська
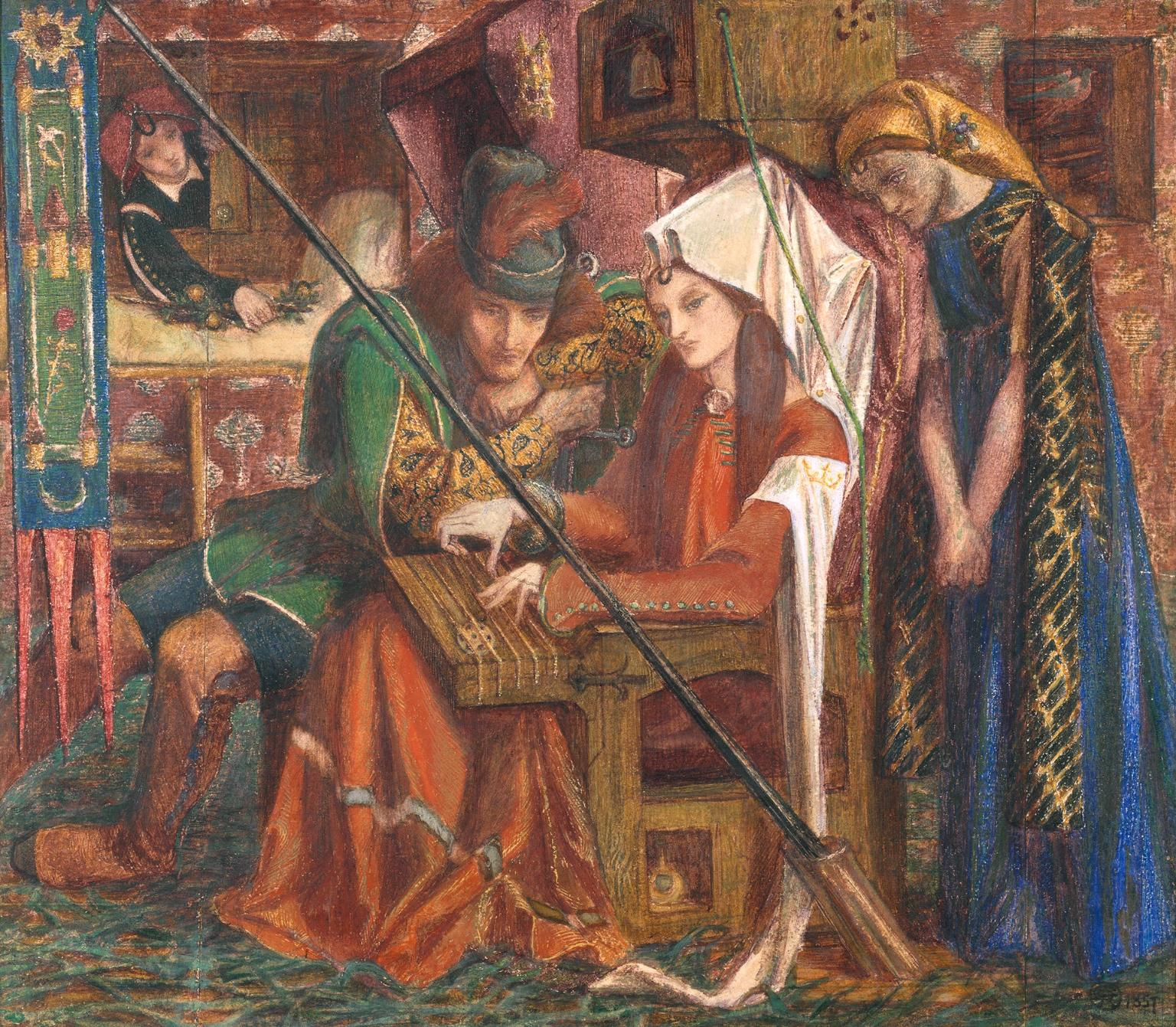
The Tune of the Seven Towers (1857), watercolour, Tate Britain
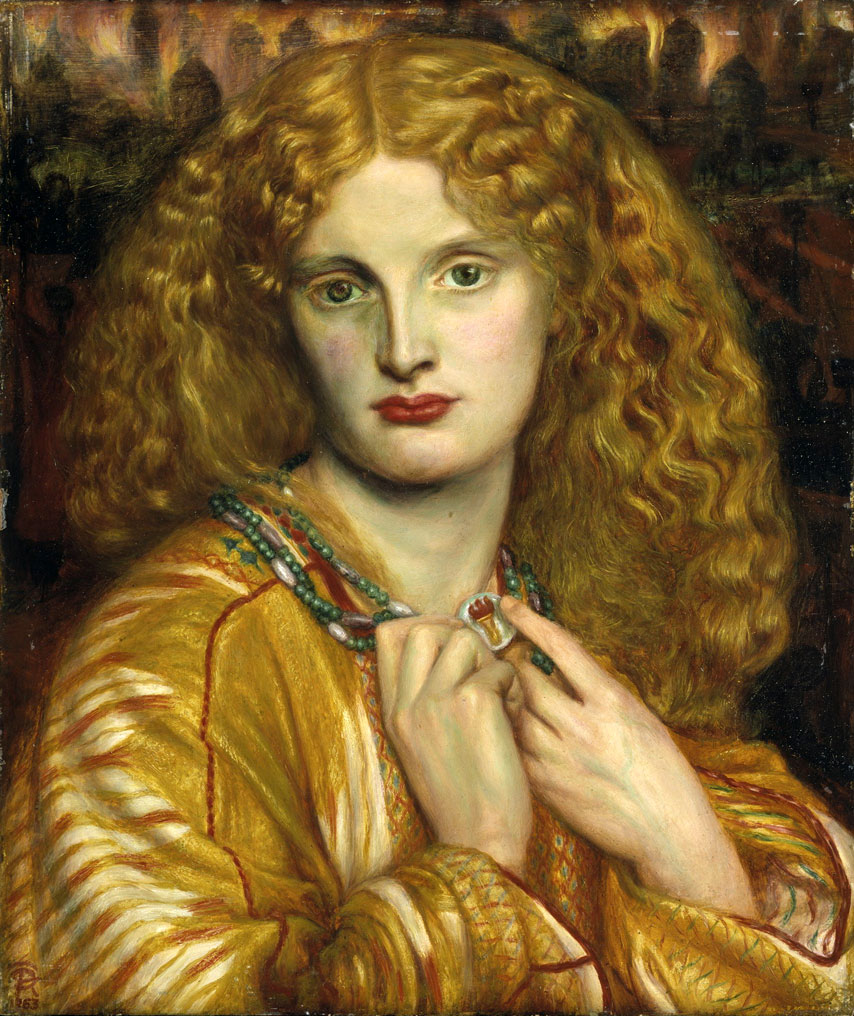
Єлена Троянська, 1863,Гамбурзька картинна галерея, Гамбург
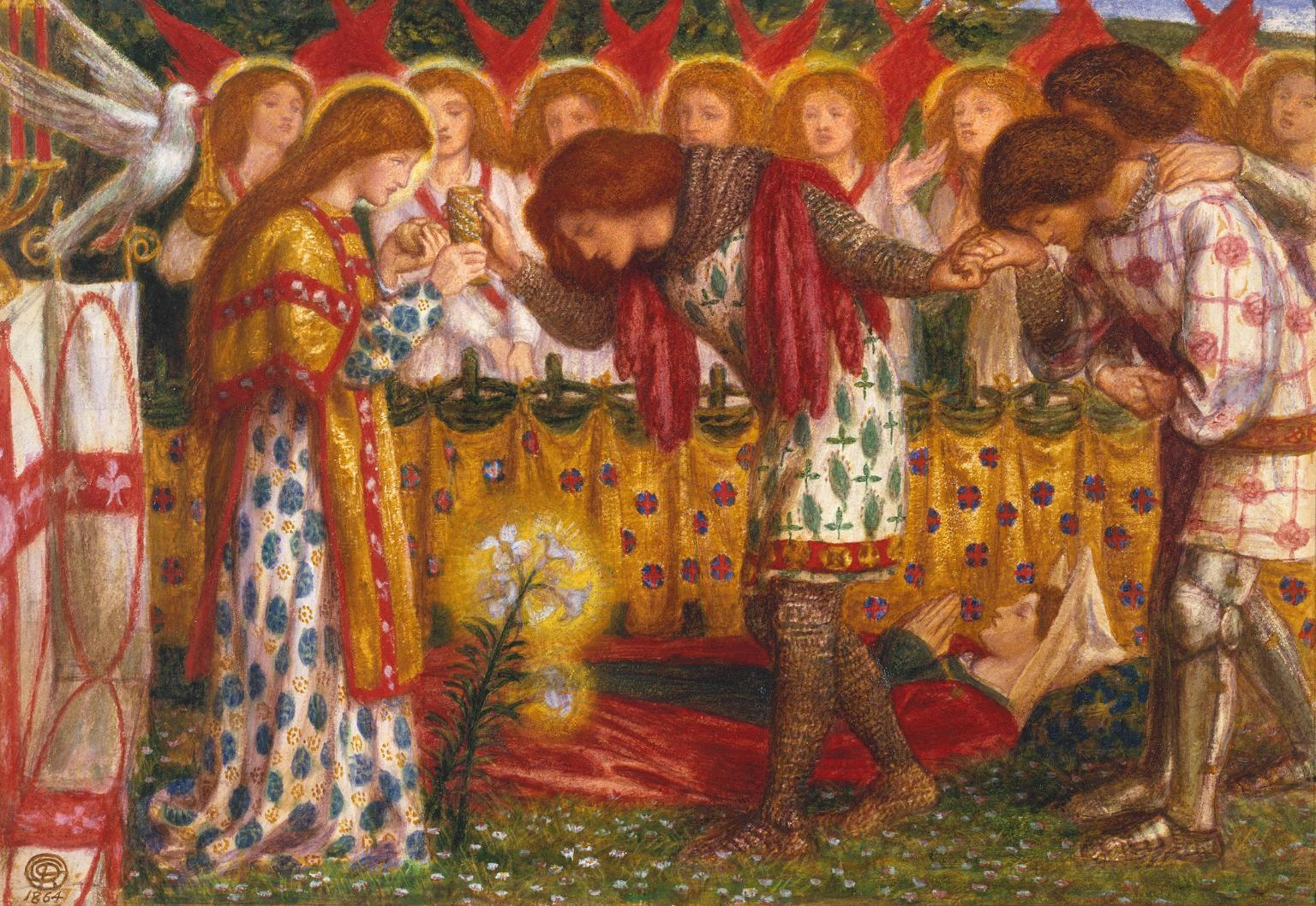
How Sir Galahad. Sir Bors, and Sir Percival were fed with the Sanc Grael; But Sir Percival's Sister Died Along the Way (1864),акварель , Галерея Тейт
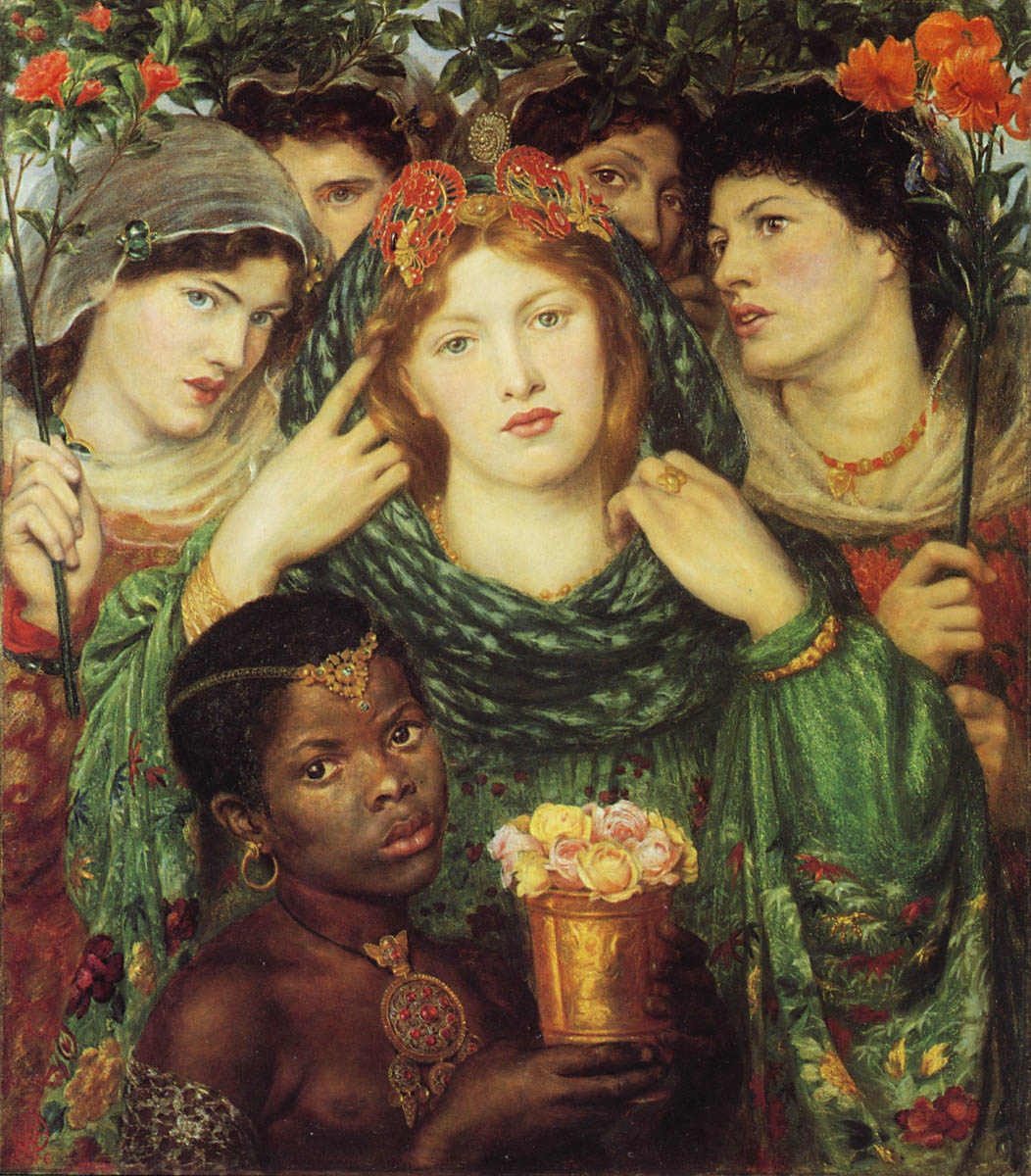
The Beloved (1865–1866) (Models:Marie Ford, Ellen Smith, Fanny Eaton, Keomi), Галерея Тейт
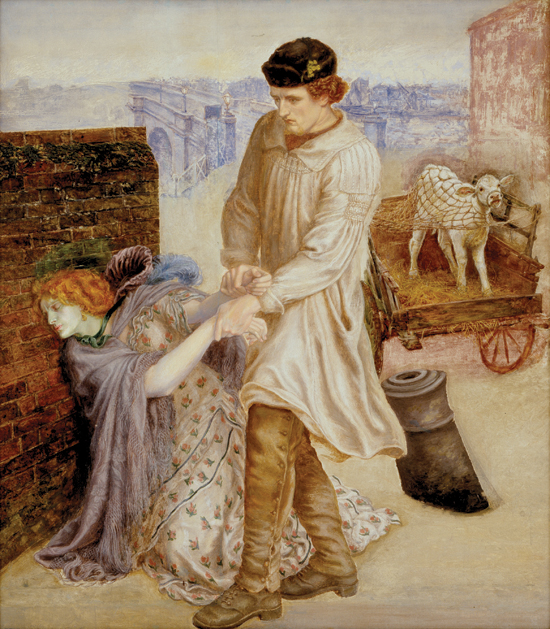
Знайдена (1865–1869, незакінчена), Художній музей Делаверу
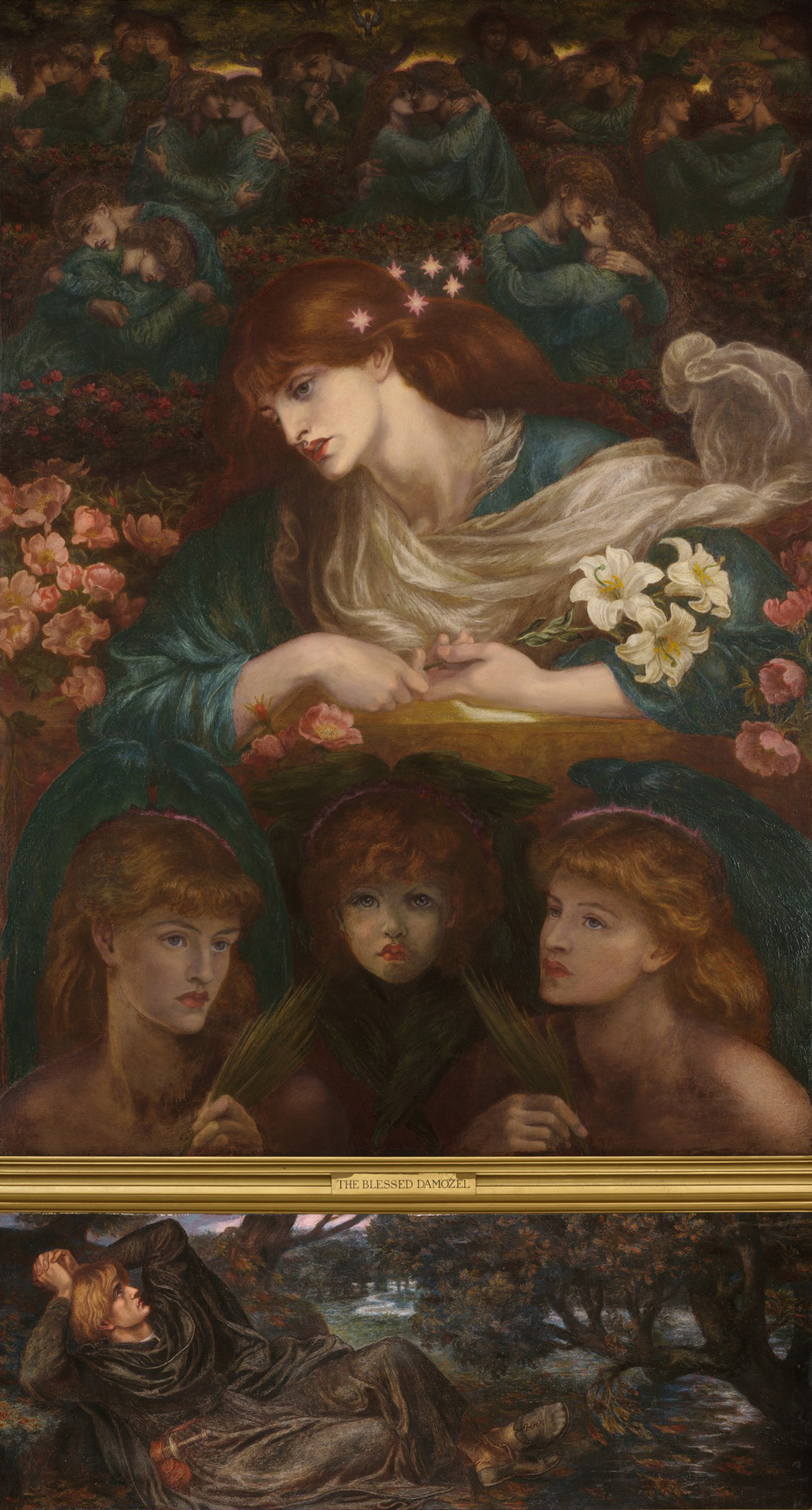
The Blessed Damozel (1871–1878; model: Alexa Wilding)
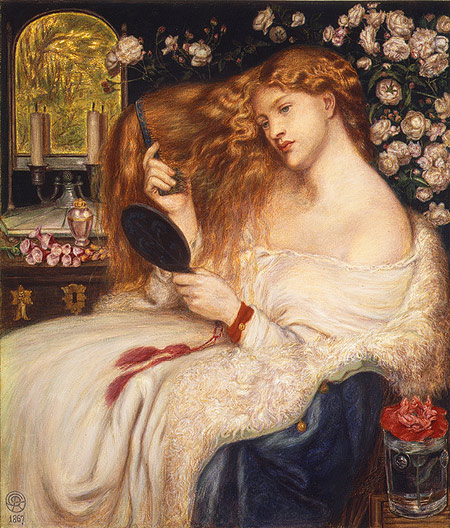
Леді Ліліт (1867), Метрополітен-музей (model: Fanny Cornforth)
Lady Lilith (1868), Delaware Art Museum (Fanny Cornforth, overpainted at Kelsmcott 1872–73 with the face of Alexa Wilding)[14]
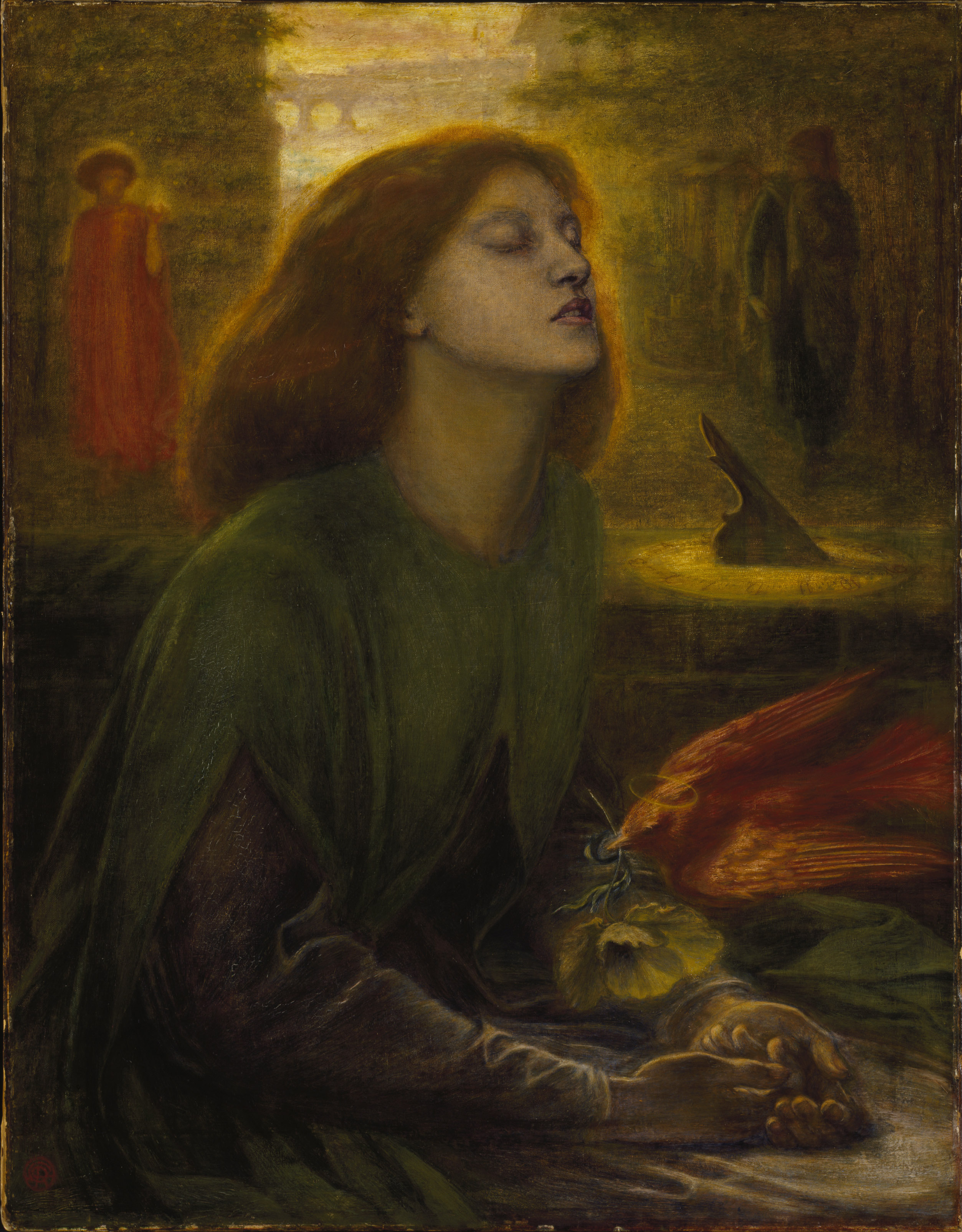
Beata Beatrix (1864–1870), Tate Britain (model: Elizabeth Siddal)
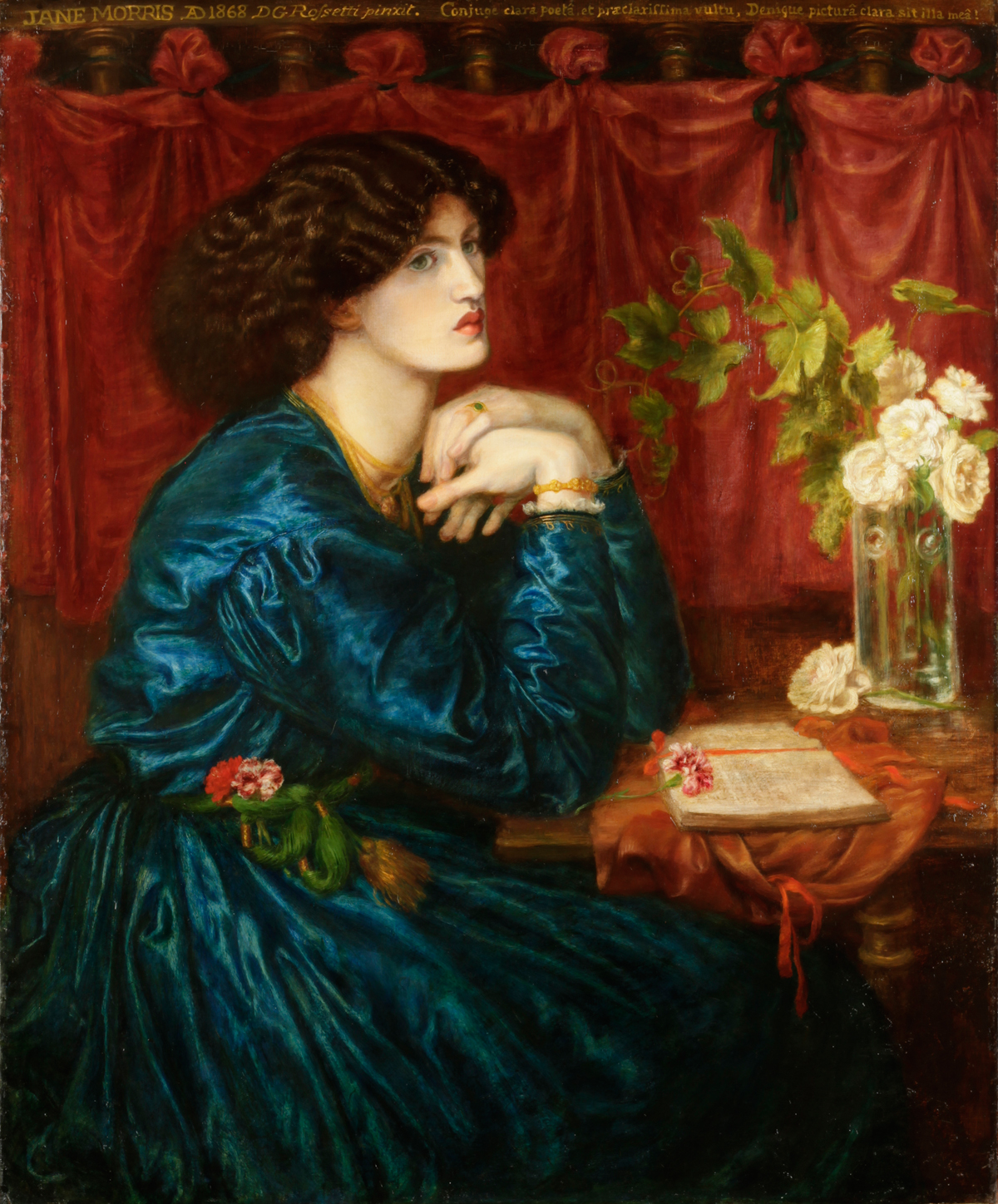
Jane Morris (The Blue Silk Dress) (1868), Kelmscott Manor
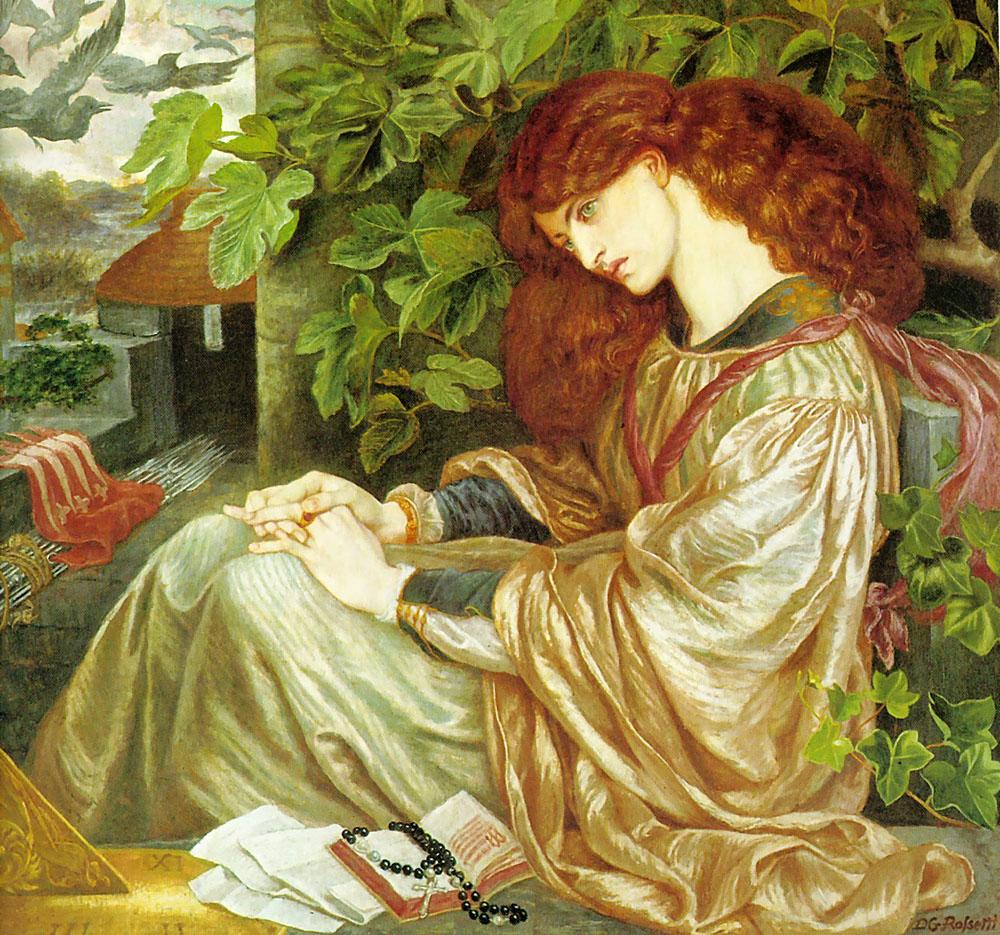
Pia de' Tolomei (1868–1880), Spencer Museum of Art, University of Kansas, Lawrence (model: Jane Morris)
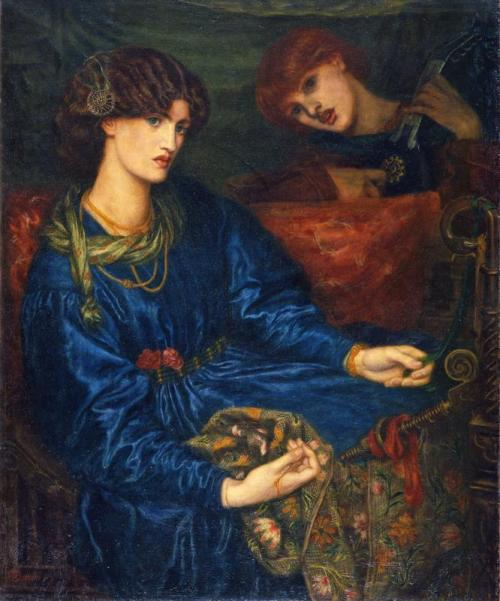
Mariana (1870; model: Jane Morris), Aberdeen Art Gallery
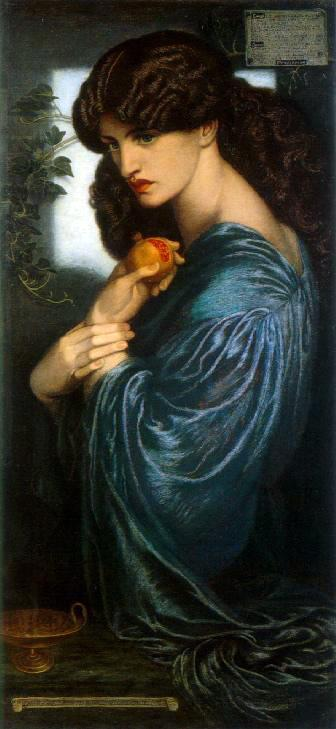
Прозерфіна (1874; модель Джейн Морріс ) , Галерея Тейт
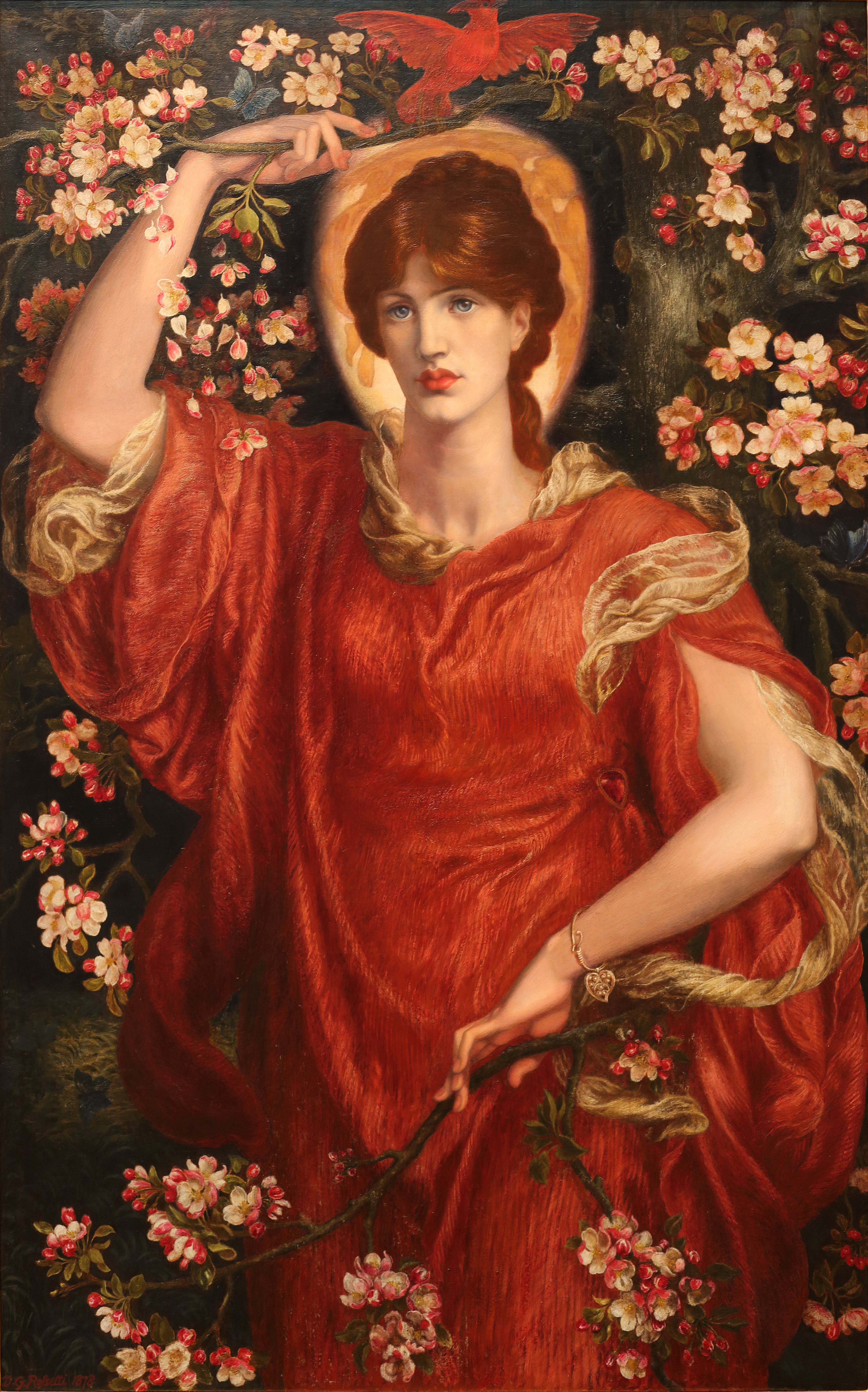
A Vision of Fiammetta (1878), one of Rossetti's last paintings, now in the collection of Andrew Lloyd Webber (model: Marie Spartali Stillman)

### Drawings

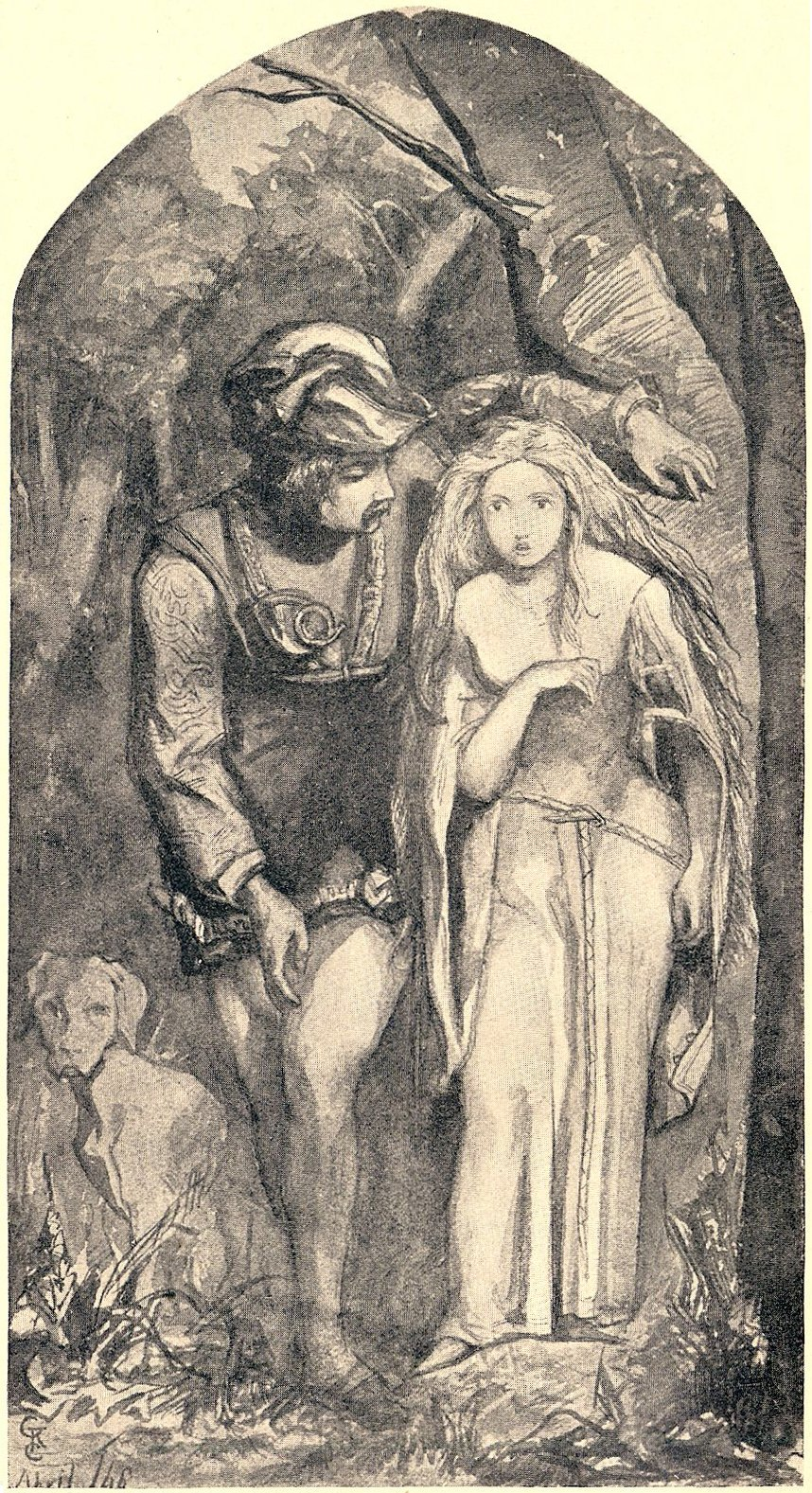
La Belle Dame sans Merci (1848), pen and sepia with some pencil
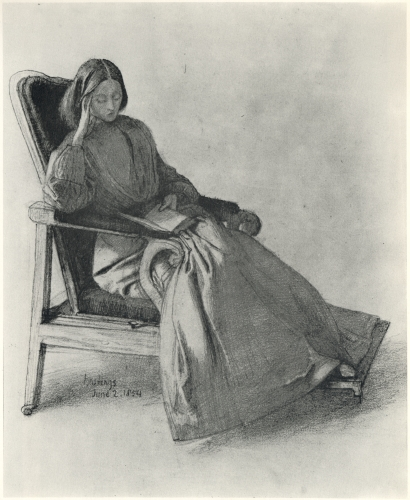
Drawing of Elizabeth Siddal reading (1854)
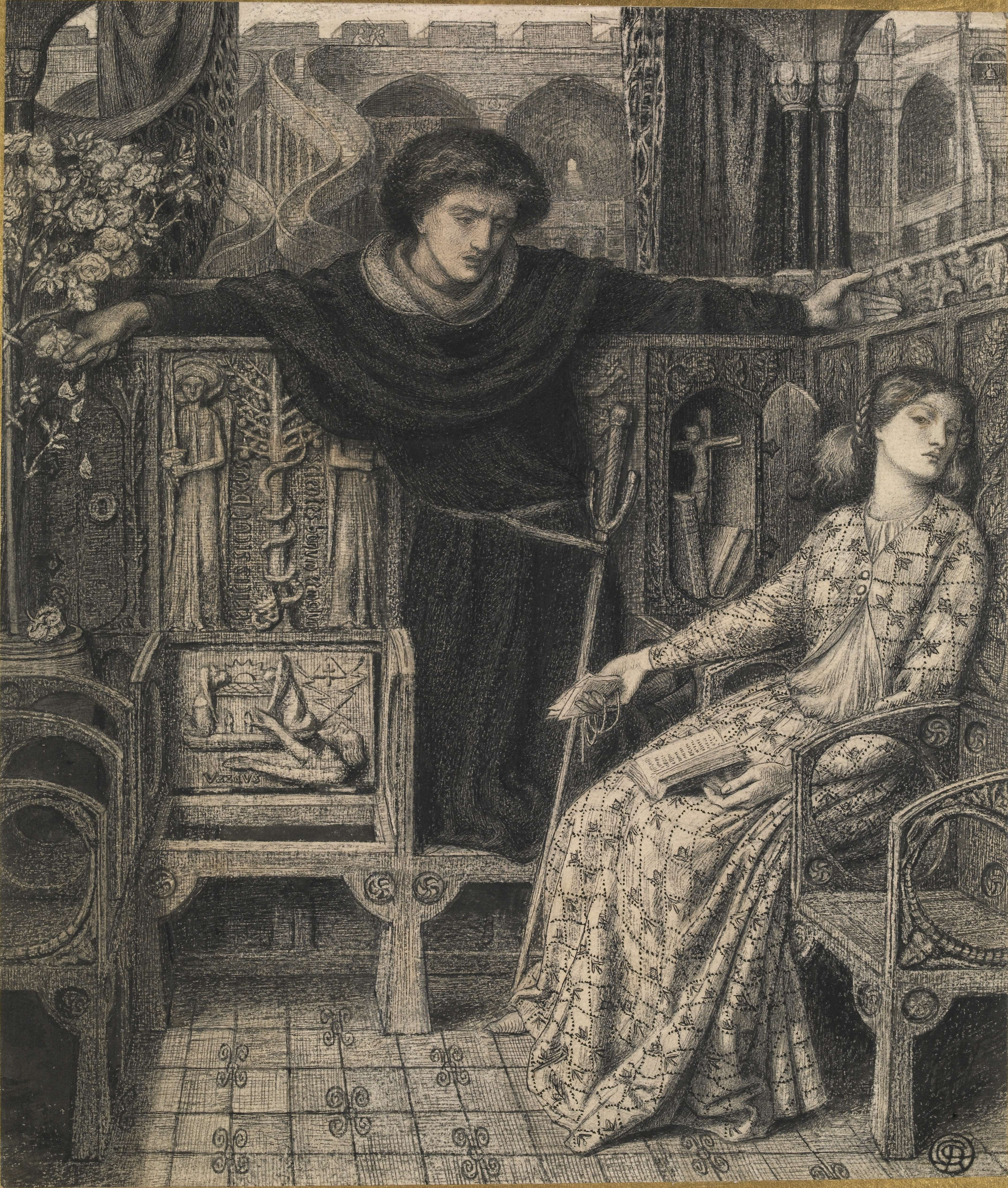
Hamlet and Ophelia (1858), pen and ink drawing
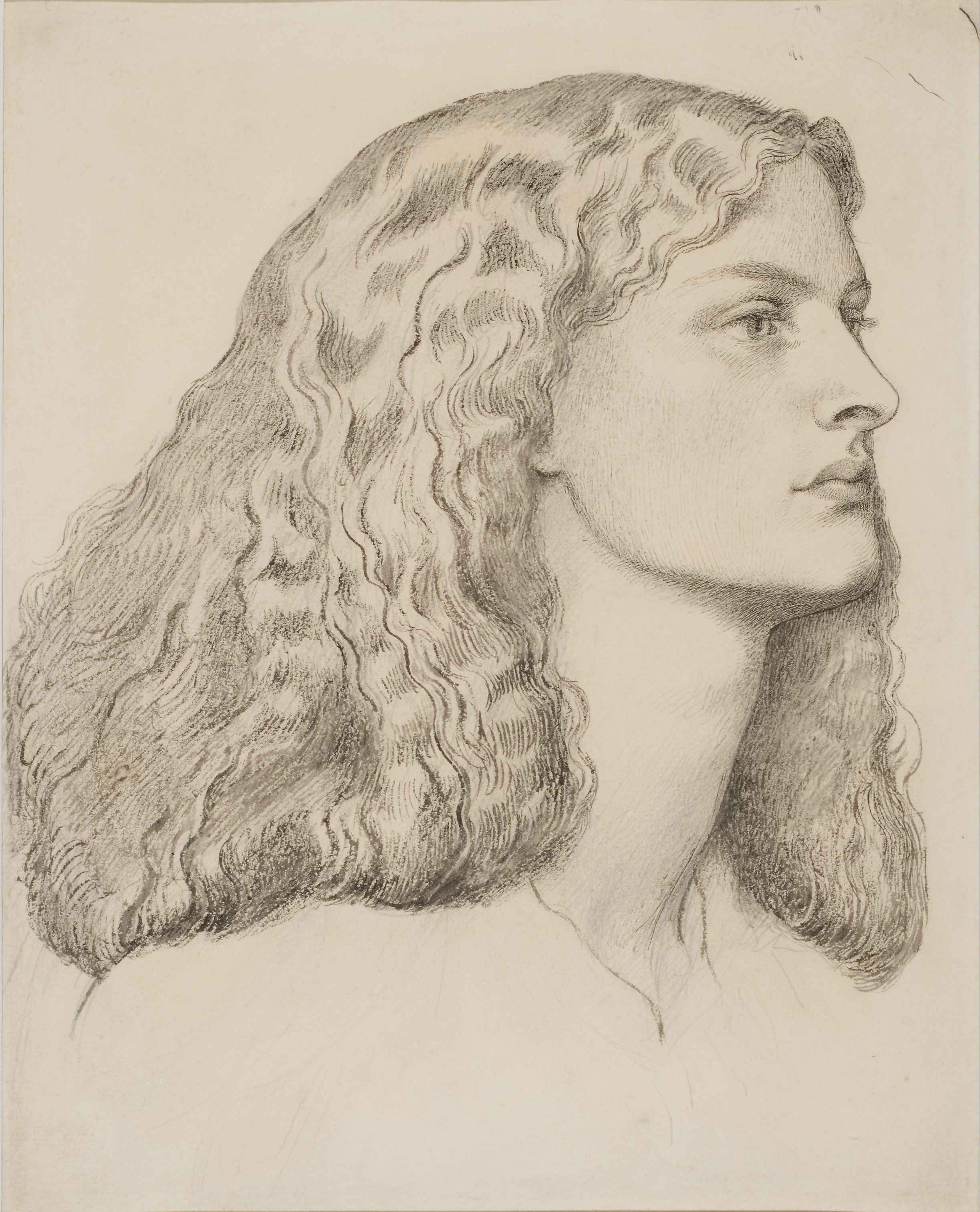
Drawing of Annie Miller (1860)
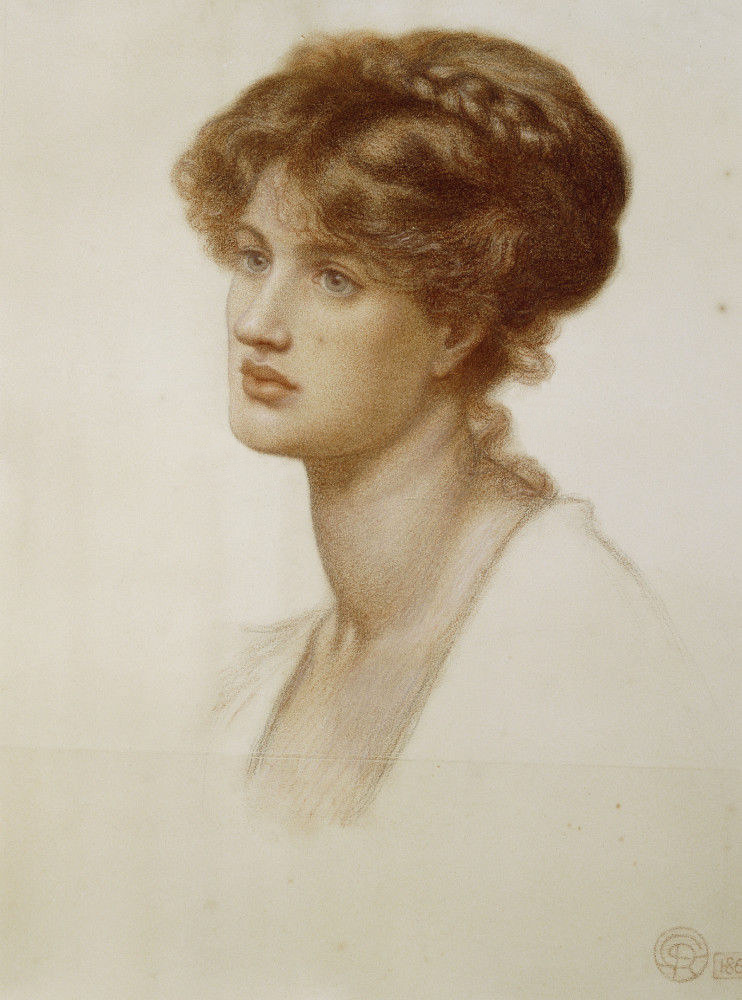
Portrait of Marie Spartali Stillman (1869)
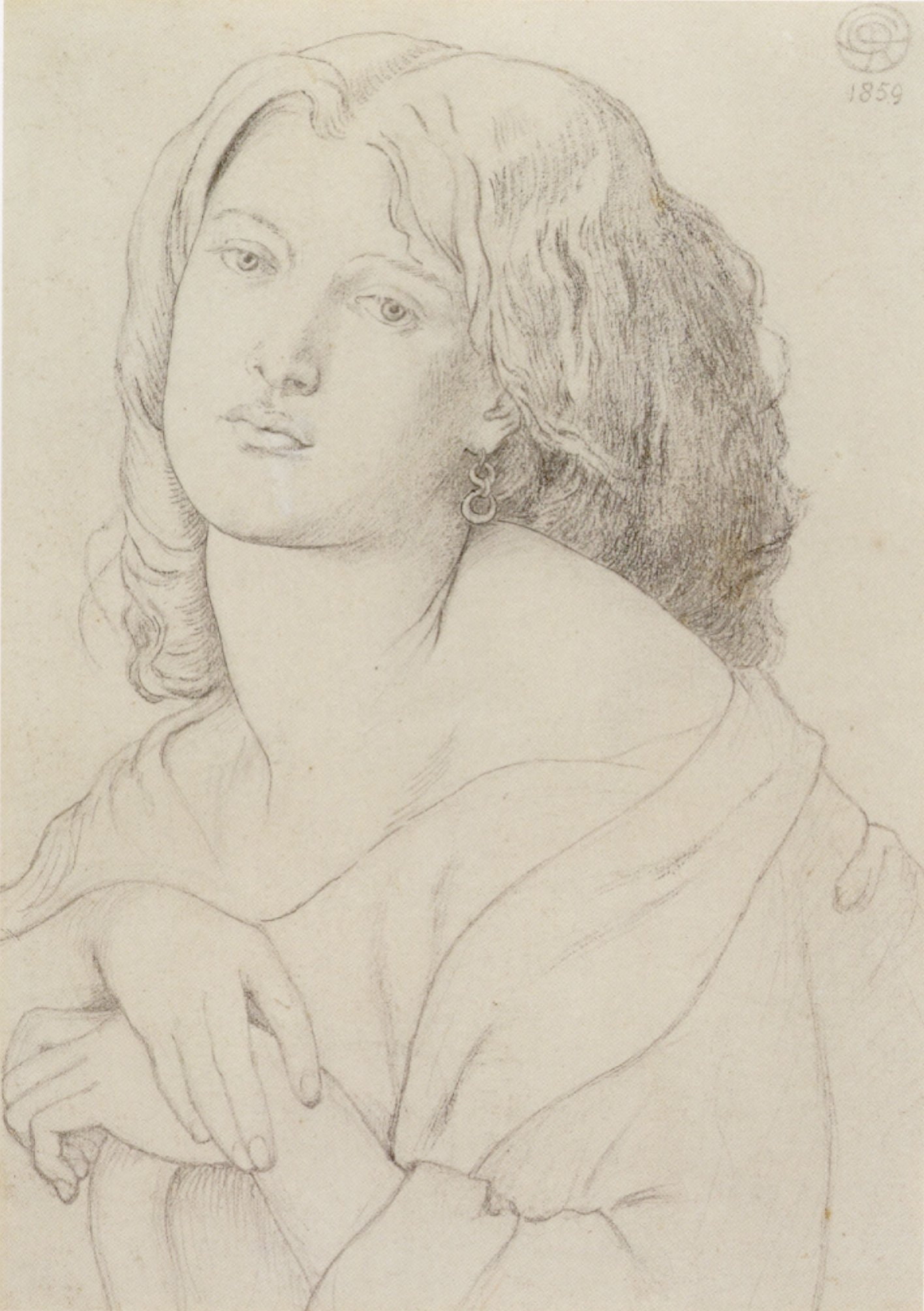
Drawing of Fanny Cornforth, graphite on paper (1869)
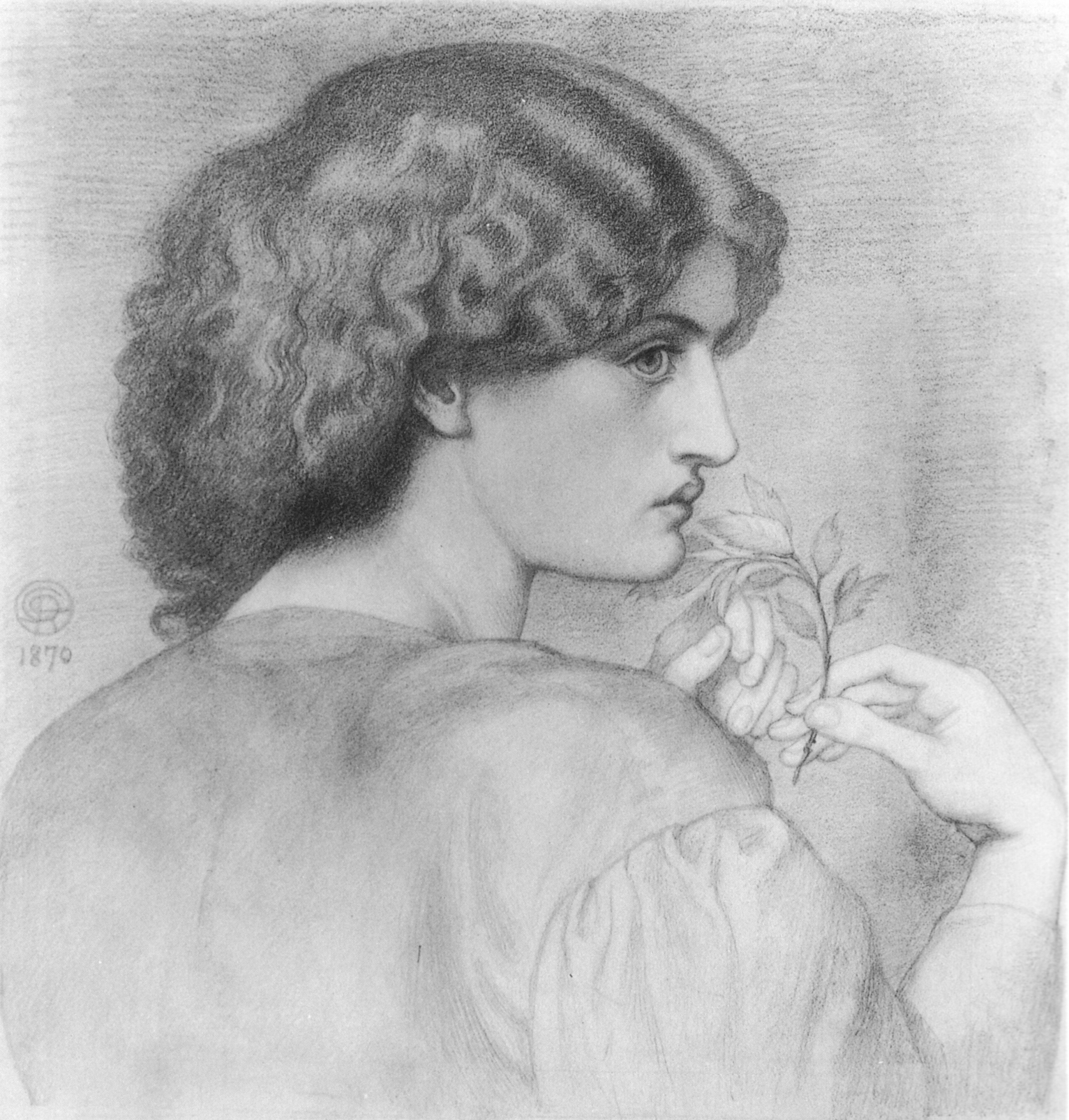
The Roseleaf (Portrait of Jane Morris; 1870), graphite on wove paper
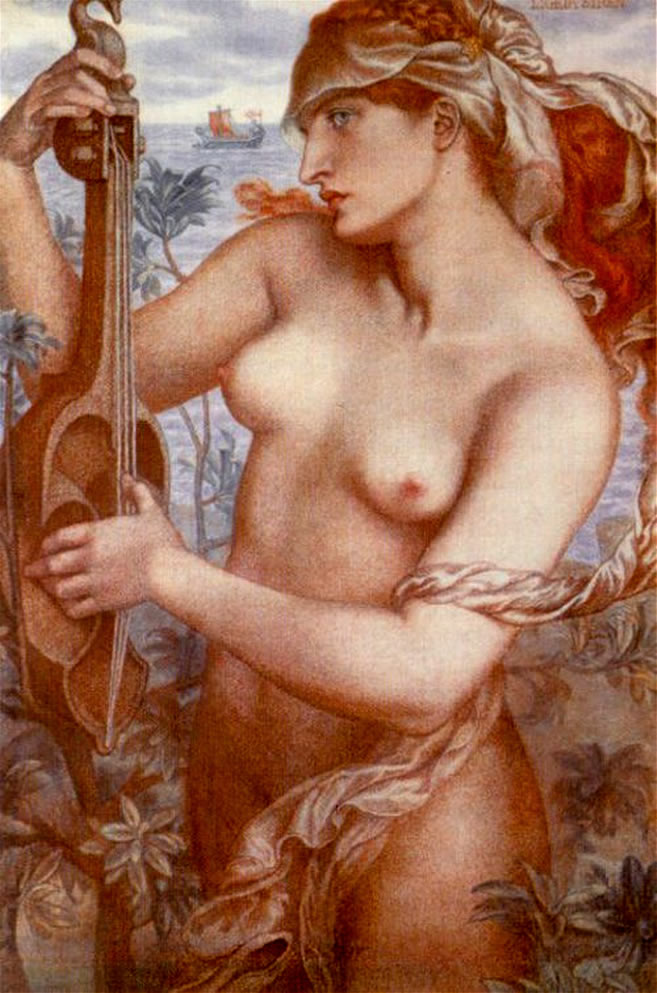
Ligeia Siren (1873), colored chalk

### Woodcut illustrations

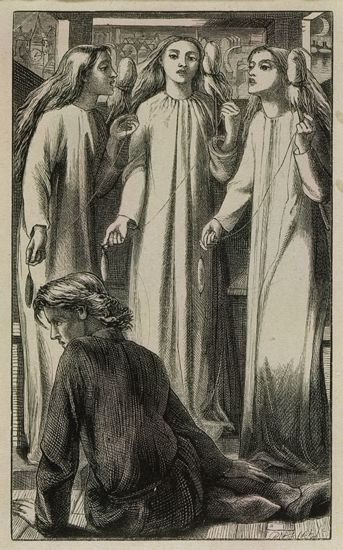
The Maids of Elphen-Mere, Rossetti's first published woodcut illustration (1855)
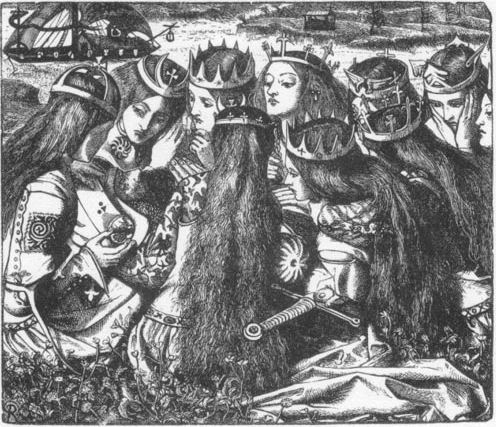
King Arthur and the Weeping Queens, one of two illustrations by Rossetti for Edward Moxon's illustrated edition of Tennyson's Poems (1857)
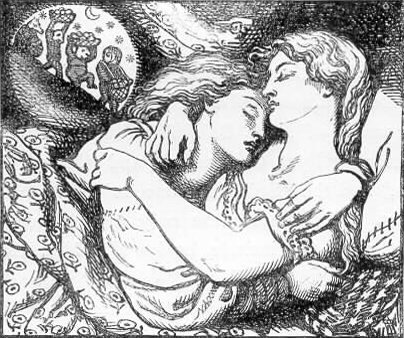
Golden Head by Golden Head, illustration for Christina Rossetti's Goblin Market and Other Poems (1862)

### Decorative arts

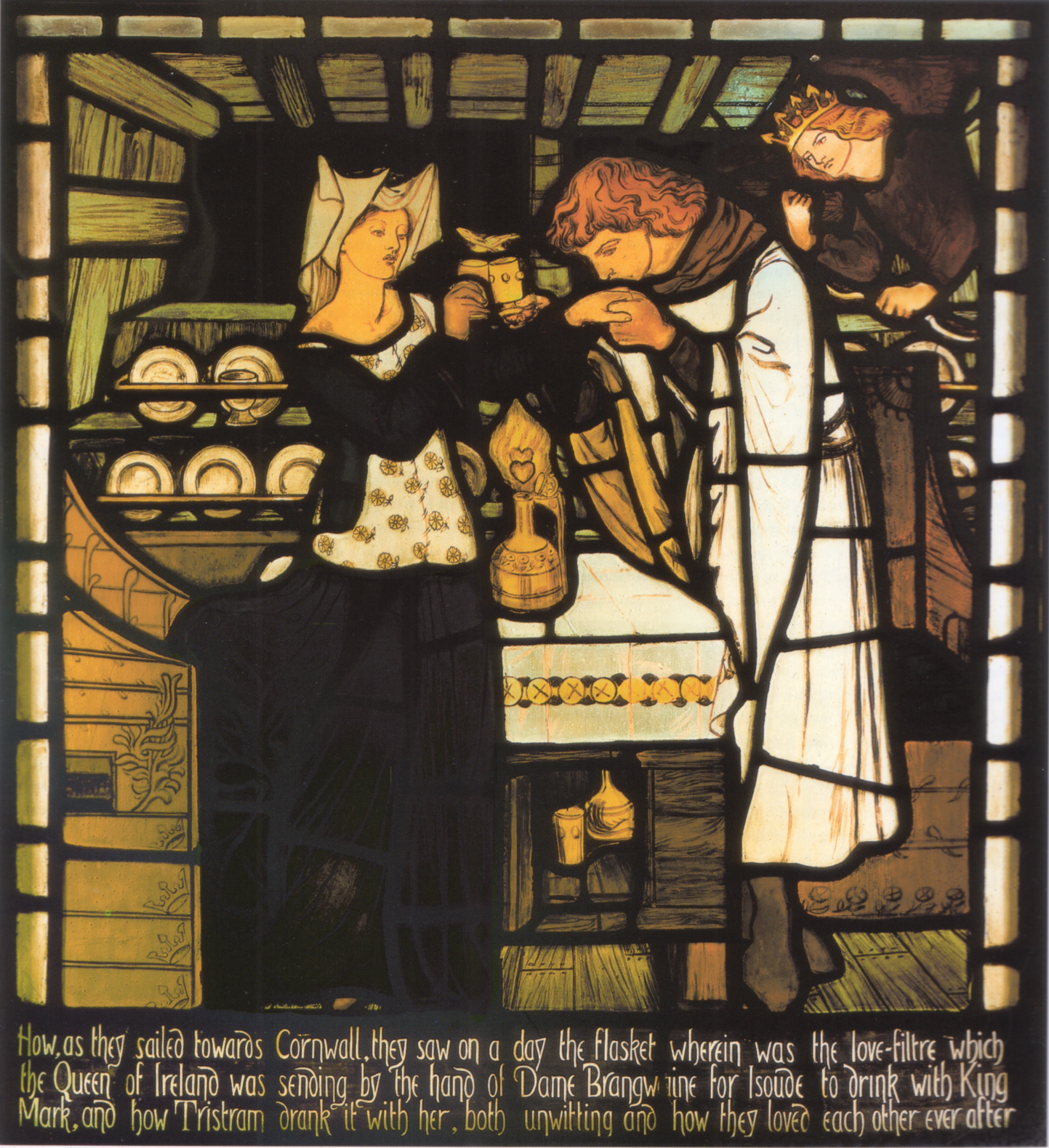
Sir Tristram and la Belle Ysoude drink the potion, stained-glass panel by Morris, Marshall, Faulkner & Co., design by Rossetti (1862–63)

### Caricatures and sketches

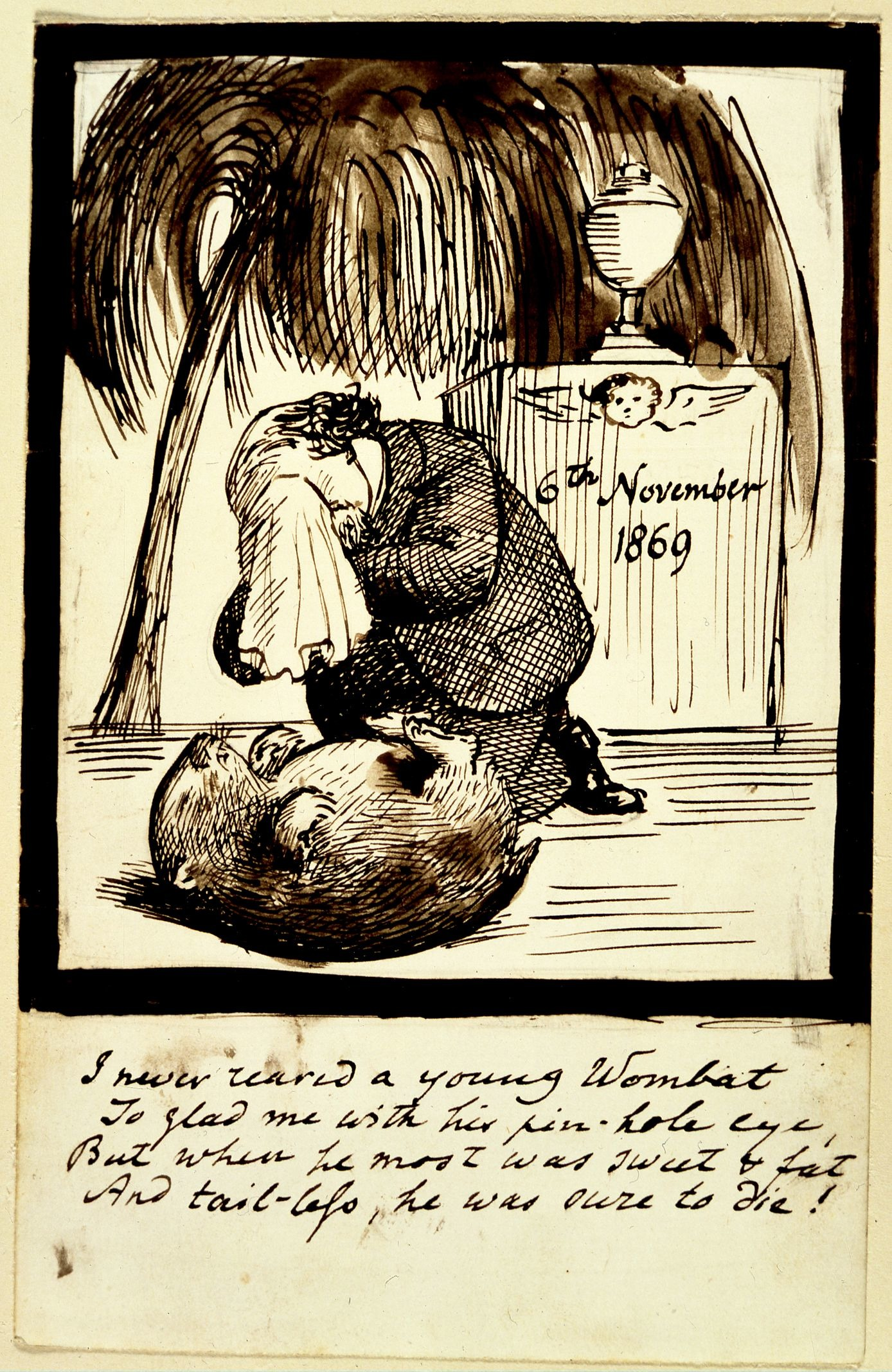
Death of a Wombat (1869)
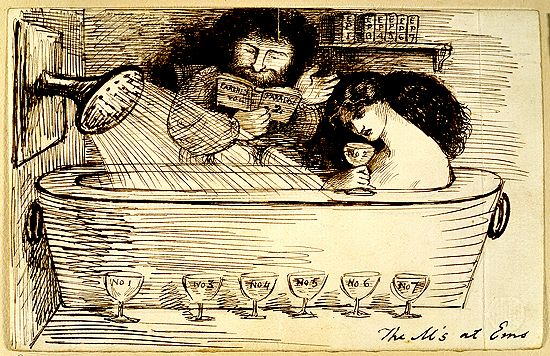
William Morris reading to Jane Morris while she takes the waters at Bad Ems (1869)
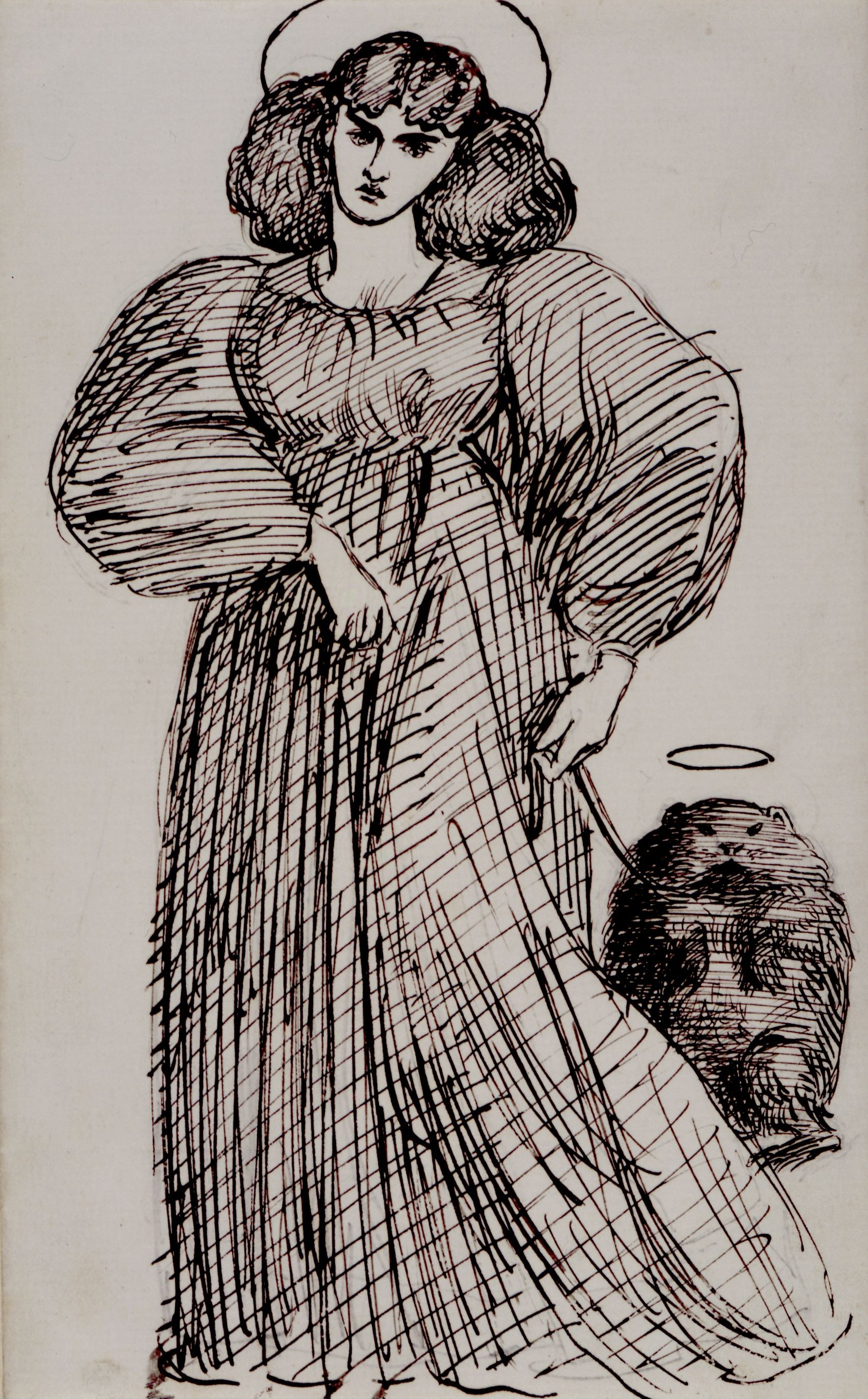
Mrs. Morris and the Wombat (1869)